# Solana de la Torre de Senyús
La Solana de la Torre de Senyús és una solana del terme municipal de Conca de Dalt, a l'antic terme d'Hortoneda de la Conca, al Pallars Jussà, en territori que havia estat de l'antic poble de Senyús.
Està situada al sud-est de la Torre de Senyús, els Cultius de la Torre i l'Esglesieta, al nord i dessota de la Rebolleda